# Diana Marion Maxwell
Diana Marion Maxwell (baronessa Farnham, DCVO JP, 24 de maig de 1931 - 29 de desembre de 2021) va ser una cortesana britànica que va servir com a dama de la cambra de la reina Elisabet II des de 1987 fins a la seva mort el 2021.